# Saana – Warrior of Light, Part 1
Saana – Warrior of Light, Part 1 – rock opera fińskiego gitarzysty Timo Tolkkiego. Wydawnictwo ukazało się 14 marca 2008 roku. 
Nagrania początkowo miały ukazać się nakładem wytwórni muzycznej Frontiers Records, jednakże jej przedstawiciele niezadowoleni z efektu końcowego odrzucili album. Ostatecznie Timo Tolkki odkupił od wytwórni prawa do nagrań, które początkowo sprzedawał bezpośrednio przy pomocy własnej, oficjalnej strony internetowej. W 2009 roku muzyk nawiązał współpracę z oficyną Scarlet Records, która wprowadziła album do powszechnej sprzedaży. Wcześniej, w 2008 roku płyta ukazała się w Japonii nakładem Victor Entertainment. W 2010 roku nakładem wytwórni muzycznej Союз (Soyuz) album trafił do sprzedaży w Rosji.
Album został nagrany w Sonic Pump Studios w Helsinkach przez samego Tolkkiego, który również wyprodukował wszystkie utwory, a także zmiksował i zmasterował. Tolkki zagrał na płycie na gitarze elektrycznej i basowej oraz instrumentach klawiszowych. Partie perkusji nagrał Mirka Rantanen, wówczas członek zespołu Thunderstone. Ponadto na albumie wystąpił wokalista Heikki Pöyhiä, znany z występów w zespole Twilightning oraz wokalistki Jennifer Sowle, Janette Sainio i Aino Laos.

## Lista utworów
Opracowano na podstawie materiału źródłowego.
| 1. "Saana Mountain" - 1:22 2. "Saana's Theme" - 0:40 3. "The End" - 2:59 4. "Sadness Of The World" - 3:33 5. "3 At 7" - 4:27 6. "Silence Of The Night" - 3:03 7. "Sunrise At Saana Mountain" - 1:49 8. "Journey To Crystal Island" - 1:57 |  | 1. "Crystal Island" - 2:38 2. "Freya's Theme" - 1:38 3. "You've Come A Long Way" - 2:22 4. "The Letter" - 4:28 5. "Who Am I ?" - 1:30 6. "Freya's Teachings" - 3:21 7. "Warrior Of Light" - 3:28 8. "Journay To The Azores" - 4:47 |